# 375 Ursula
Ursula (asteroide 375) é um asteroide da cintura principal com um diâmetro de 216 quilómetros, a 2,7867913 UA. Possui uma excentricidade de 0,107686 e um período orbital de 2 015,92 dias (5,52 anos).
Ursula tem uma velocidade orbital média de 16,85385977 km/s e uma inclinação de 15,93372º.
Esse asteroide foi descoberto em 18 de Setembro de 1893 por Auguste Charlois.